# La Hiên
La Hiên là một xã nằm ở phía đông của tỉnh Thái Nguyên, Việt Nam.

## Địa lý
Xã La Hiên có vị trí địa lý:
- Phía đông giáp xã Võ Nhai
- Phía tây giáp xã Quang Sơn
- Phía nam giáp xã Văn Hán
- Phía bắc giáp xã Thần Sa và xã Nghinh Tường

Xã La Hiên có diện tích 71,55 km², dân số năm 2025 là 12.269 người. Khu vực thuận lợi cho phát triển thương mại, kinh tế rừng, du lịch sinh thái; khai thác, sản xuất vật liệu xây dựng; phát triển cụm công nghiệp. Hạ tầng giao thông trên địa bàn xã có quốc lộ 1B, tỉnh lộ 271.

## Lịch sử
Tháng 6 năm 2025, xã La Hiên được thành lập trên cơ sở nhập toàn bộ diện tích tự nhiên, quy mô dân số của xã La Hiên (diện tích tự nhiên là 37,97 km²; dân số là 9.076 người) và xã Cúc Đường (diện tích tự nhiên là 33,58 km²; dân số là 3.193 người) của huyện Võ Nhai. Trụ sở làm việc của xã nằm tại xã La Hiên cũ.

## Hành chính
Đến năm 2009, xã La Hiên được chia thành 16 xóm: Trúc Mai, Làng Lai, Hiên Bình, Phố, Cây Bòng, Cây Thị, Làng Giai, La Đồng, Xuân Hòa, Đồng Đình, Hiên Minh, Hang Hon, Làng Kèn, Khuôn Vạc, Đồng Dong, Khuôn Ngục. Năm 2019, đổi tên xóm Khuôn Vạc thành xóm Khuân Vạc.
Đến năm 2009, xã Cúc Đường được chia thành năm xóm: Bình Sơn, Lam Sơn, Mỏ Chì, Tân Sơn, Trường Sơn

## Kinh tế
Trên địa bàn xã có trữ lượng phốt pho khá lớn, có trữ lượng sét xi măng có trữ lượng lớn và chất lượng tốt. Từ thập niên 1990, trên địa bàn có nhà máy xi măng La Hiên do Trung ương quản lý. Trên địa bàn hình thành tiểu khu thương mại và dịch vụ gần chợ La Hiên, điểm giao lưu buôn bán quanh chợ Cúc Đường. xã La Hiên là nơi trồng nhiều na, địa bàn xã được cho là là nơi có chất đất và khí hậu phù hợp với loại cây này. Na được trồng trên cac núi đá cao của xã, nổi tiếng về độ thơm ngon, đậm vị.